# رشيد غانمي
رشيد غانيمي من مواليد 25 أبريل 2001 بمدينة خريبكة المغربية، و هو لاعب كرة قدم مغربي يشغل موقع حارس المرمى في نادي الفتح الرياضي في الدوري المغربي، والمنتخب المغربي الأولمبي.

## سيرة شخصية

### في النادي
ازداد في مدينة خريبكة ، والتحق بمركز تدريب نادي سريع واد زم في سن مبكرة. و كان ظهوره الأول مع فريقها المحترف خلال موسم 2021-22 ، و قد احتل النادي أنذاك أسفل ترتيب Botola Pro قبل أن يهبط الى الدرجة الثانية .
خلال الموسم الكروي 2022–23 ، أانتزع مكانته  و أصبح حارس مرمى أول  للنادي ، ولعب غالبية المباريات كلاعب أساسي في بطولة Botola Pro2 .

## المنتخب المغربي
وفي أكتوبر 2021، كان أول ظهور له في القائمة الأولمبية المغربية التي اخترها هشام دميعي من أجل الدخول في  معسكر إعدادي  بالمركز الرياضي المعمورة بسلا من 4 إلى 12 أكتوبر.
وعاد في 12 يناير 2022 و 27 فبراير 2022 إلى المنتخب الوطني للمشاركة في  معسكر تدريبي  بالمركز الرياضي المعمورة ضمن تشكيلة أًختِيرَت من البطولة المحلية. وعاد مرة أخرى إلى المنتخب الأولمبي المغربي في يوليوز 2022، عندما استدعاه هشام دميعي ليكون ضمن قائمته في التشكيلة التي شاركت في ألعاب التضامن الإسلامي التي أقيمت في قونية بتركيا . و شملت  القائمة فقط اللاعبين المحليين الذين تقل أعمارهم عن 23 عاما. و كانوا ضمن  المجموعة الثانية التي ضمت أيضا  : إيران والسعودية وأذربيجان ، وفازوا بالمباراة الأولى على البساط الأخضر بعد انسحاب إيران من المنافسة. وفي المباراة الثانية، خسروا أمام السعوديين بنتيجة 2-0. ثم خرجوا من الدور الأول بعد تعادلهم 2-2 أمام أذربيجان . وسجل أهداف هذه المباراة الأخيرة رضا سليم وحمزة الركراكي.
و ظهر في 15 سبتمبر 2022، ضمن قائمة اللاعبين تحت 23 عامًا من أجل الدخول في معسكر إعداداي بمركز المعمورة الرياضي من أجل التهييئ لمواجهة ودية مزدوجة أمام المنتخب الأولمبي السنغالي  ,.
تلقى في 22 مارس 2023 ، أول استدعاء للعب في  المنتخب الأولمبي المغربي تحت قيادة المدرب الجديد عصام الشرعي  لكي يخوض ثلاث مباريات ودية. : في مواجهة المنتخب الأولمبي لساحل العاج والمنتخب الأولمبي لتوجو والمنتخب الأولمبي لأوزبكستان في العاصمة الرباط و ذلك  في إطار التهيئ لبطولة كأس الأمم الإفريقية تحت سن 23 سنة والتي كانت ستقام بالمغرب سنة 2023,.  ولم يلعب أية دقيقة  فيها  ، لكونه كان الحارس الثالث في الترتيب خلف طه مريد وأمجد نزيه ‏ .
و ظهر أيضا  في 9 يونيو 2023، في القائمة النهائية ل عصام الشرعي  للمشاركة في كأس إفريقيا تحت سن 23 سنة التي أقيمت في المغرب باعتباره حارس مرمى ثالثا وراء علاء بلعروش والياس ماغو حتى يستعد و زملاؤه  لكأس إفريقيا تحت سن  23 عاما ، و تمت ترقيته لينضم إلى  الفريق الأول للمنتخب المغربي بقيادة وليد الركراكي ليبدأ أول تدريب له مع الفريق الأول إلى جانب ياسين بونو , قبل أن يعود   إلى تشكيلة المنتخب المغربي الأولمبي,.
و أقيمت  مباريات دور المجموعات نهاية شهر يونيو ضد المنتخب الأولمبي لغينيا والمنتخب الأولمبي لغانا والمنتخب الأولمبي للكونغو على المجمع الرياضي مولاي عبد الله بالرباط. و جلس على مقاعد البدلاء خلال المباريات الثلاث الأولى من المجموعة ، و نجح المنتخب المغربي الأولمبي في  حجز تذكرته لنصف النهائي بعد فوزه في المباراتين الأوليين,  و. في نصف النهائي ضد المنتخب الأولمبي المالي ، و استطاع زملاؤه الفوز بركلات الترجيح بعد أن انتهت المقابلة بالتعادل 2-2 وبذلك تمكن من تحقيق التأهل الرسمي لدورة الألعاب الأولمبية الصيفية 2024 في باريس بالإضافة إلى لعب المباراة النهائية ضد المنتخب الأولمبي المصري. وفاز المغرب في النهائي في الوقت الإضافي عليه بفضل هدف أسامة ترغالين (ب: 2-1),.
وتم اختياره في  يوليوز 2024 ، من طرف طارق السكتيوي , ضمن قائمة 22 لاعبا التي ستشارك  ضمن   المنتخب الأولمبي المغربي في الألعاب الأولمبية 2024,.
و تُوٍجَ رشيد غانيمي مع المنتخب الأولمبي  المغربي بالميدالية البرونزية في الألعاب الأولمبية 2024 في صنف منافسات كرة القدم للرجال ، و احتل المركز الثالث وراء المنتخب الأولمبي الاسباني و المنتخب الأولمبي الفرنسي .
و لعب المغرب في المجموعة الثانية  و التي تأهل منها متصدرا بانتصارين أمام المنتخب الأولمبي الأرجنتيني (2-1 )و المنتخب الأولمبي  العراقي  (3-0 )و انهزم أمام المنتخب الأولمبي الأوكراني (2-1 )  ،و في  الربع نهائي فاز على  المنتخب الأولمبي الأمريكي (4-0) و في النصف نهائي خسر بصعوبة أمام المنتخب الأولمبي الاسباني (2-1 )  ، و في مباراة تحديد المركز الثالث هزم  المنتخب الأولمبي المصري 2024  (6-0) بملعب  “لا ألبوجوار” بمدينة “نانت” الفرنسية,.